# Arrondissement Les Sables-d’Olonne
Das Arrondissement Les Sables-d’Olonne ist eine Verwaltungseinheit des französischen Départements Vendée innerhalb der Region Pays de la Loire. Verwaltungssitz (Unterpräfektur) ist Les Sables-d’Olonne.
Im Arrondissement liegen sieben Wahlkreise (Kantone) und 71 Gemeinden.

## Wahlkreise
- Kanton Challans (mit sieben von 15 Gemeinden)
- Kanton L’Île-d’Yeu
- Kanton Les Sables-d’Olonne
- Kanton Mareuil-sur-Lay-Dissais (mit 13 von 26 Gemeinden)
- Kanton Saint-Hilaire-de-Riez
- Kanton Saint-Jean-de-Monts
- Kanton Talmont-Saint-Hilaire

## Gemeinden
Die Gemeinden des Arrondissements La Roche-sur-Yon sind:
| 1. Angles (85004)                      | 2. Avrillé (85010)                  | 3. Barbâtre (85011)                      | 4. Beaulieu-sous-la-Roche (85016)   |
| 5. Beauvoir-sur-Mer (85018)            | 6. Bois-de-Céné (85024)             | 7. Bouin (85029)                         | 8. Brem-sur-Mer (85243)             |
| 9. Bretignolles-sur-Mer (85035)        | 10. Challans (85047)                | 11. Châteauneuf (85062)                  | 12. Coëx (85070)                    |
| 13. Commequiers (85071)                | 14. Curzon (85077)                  | 15. Froidfond (85095)                    | 16. Givrand (85100)                 |
| 17. Grosbreuil (85103)                 | 18. Jard-sur-Mer (85114)            | 19. L’Aiguillon-la-Presqu’île (85001)    | 20. L’Aiguillon-sur-Vie (85002)     |
| 21. L’Épine (85083)                    | 22. L’Île-d’Olonne (85112)          | 23. L’Île-d’Yeu (85113)                  | 24. La Barre-de-Monts (85012)       |
| 25. La Boissière-des-Landes (85026)    | 26. La Chaize-Giraud (85045)        | 27. La Chapelle-Hermier (85054)          | 28. La Garnache (85096)             |
| 29. La Guérinière (85106)              | 30. La Jonchère (85116)             | 31. La Tranche-sur-Mer (85294)           | 32. Landevieille (85120)            |
| 33. Le Bernard (85022)                 | 34. Le Champ-Saint-Père (85050)     | 35. Le Fenouiller (85088)                | 36. Le Girouard (85099)             |
| 37. Le Givre (85101)                   | 38. Le Perrier (85172)              | 39. Les Achards (85152)                  | 40. Les Sables-d’Olonne (85194)     |
| 41. Longeville-sur-Mer (85127)         | 42. Martinet (85138)                | 43. Moutiers-les-Mauxfaits (85156)       | 44. Nieul-le-Dolent (85161)         |
| 45. Noirmoutier-en-l’Île (85163)       | 46. Notre-Dame-de-Monts (85164)     | 47. Notre-Dame-de-Riez (85189)           | 48. Poiroux (85179)                 |
| 49. Saint-Avaugourd-des-Landes (85200) | 50. Saint-Benoist-sur-Mer (85201)   | 51. Saint-Christophe-du-Ligneron (85204) | 52. Saint-Cyr-en-Talmondais (85206) |
| 53. Sainte-Flaive-des-Loups (85211)    | 54. Sainte-Foy (85214)              | 55. Saint-Georges-de-Pointindoux (85218) | 56. Saint-Gervais (85221)           |
| 57. Saint-Gilles-Croix-de-Vie (85222)  | 58. Saint-Hilaire-de-Riez (85226)   | 59. Saint-Hilaire-la-Forêt (85231)       | 60. Saint-Jean-de-Monts (85234)     |
| 61. Saint-Julien-des-Landes (85236)    | 62. Saint-Maixent-sur-Vie (85239)   | 63. Saint-Mathurin (85250)               | 64. Saint-Révérend (85268)          |
| 65. Saint-Urbain (85273)               | 66. Saint-Vincent-sur-Graon (85277) | 67. Saint-Vincent-sur-Jard (85278)       | 68. Sallertaine (85280)             |
| 69. Soullans (85284)                   | 70. Talmont-Saint-Hilaire (85288)   | 71. Vairé (85298)                        |                                     |

## Neuordnung der Arrondissements 2017

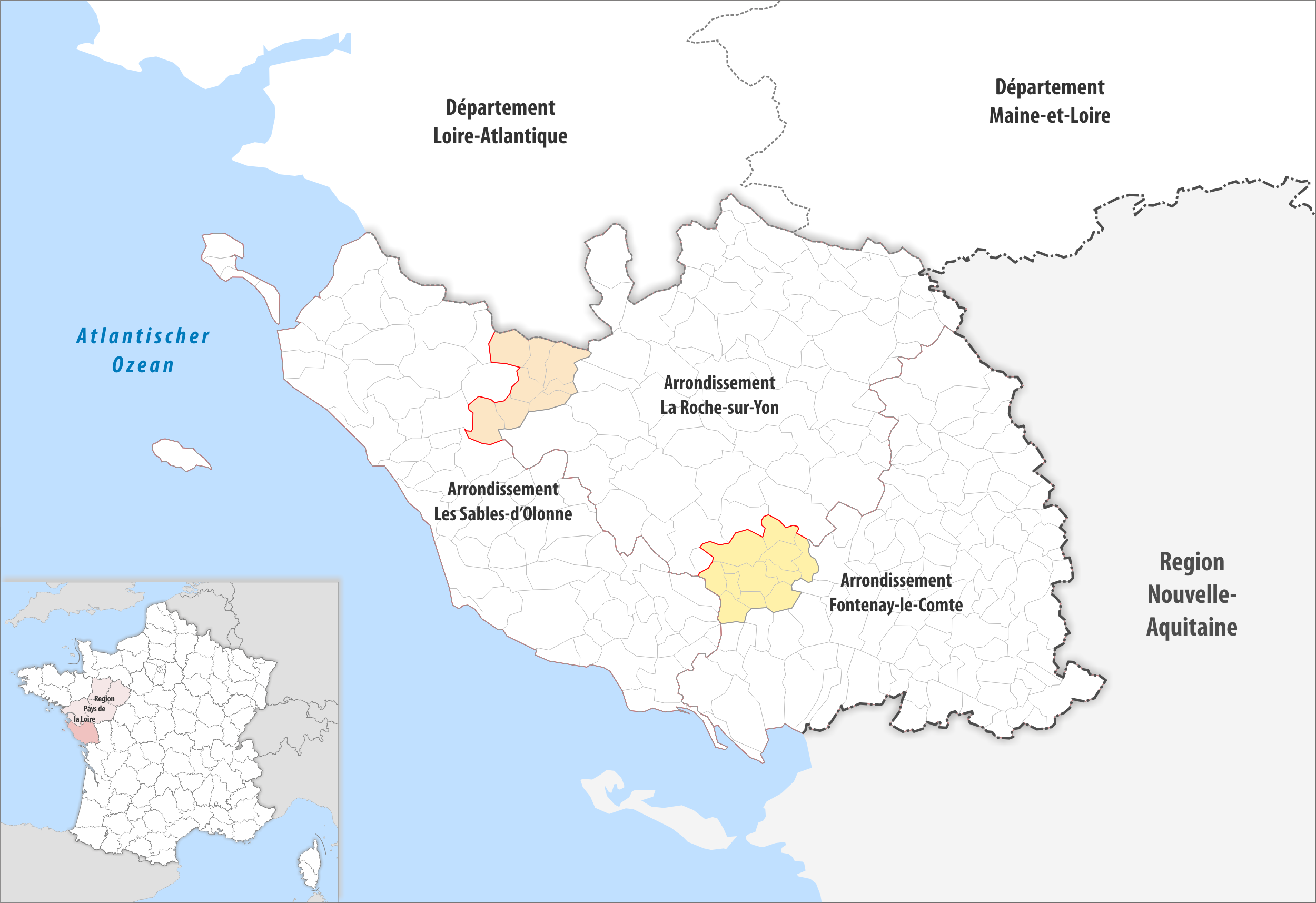
Arrondissementsanpassungen im Jahr 2017

Durch die Neuordnung der Arrondissements im Jahr 2017 wechselten aus dem Arrondissement Les Sables-d’Olonne die Fläche der acht Gemeinden Apremont, Falleron, Grand’Landes, La Chapelle-Palluau, Maché, Palluau, Saint-Étienne-du-Bois und Saint-Paul-Mont-Penit zum Arrondissement La Roche-sur-Yon.

## Neuordnung der Arrondissements 2019
Durch die Neuordnung der Arrondissements im Jahr 2019 wechselte aus dem Arrondissement Les Sables-d’Olonne die Fläche der Gemeinde Landeronde zum Arrondissement La Roche-sur-Yon.

## Ehemalige Gemeinden seit 2015
bis 2021: La Faute-sur-Mer
bis 2018: Les Sables-d’Olonne, Château-d’Olonne, Olonne-sur-Mer
bis 2016: La Chapelle-Achard, La Mothe-Achard